# Oyiakiris
Els oyiakiris (o benis) són un clan ijaw que viuen a l'estat de Bayelsa, al sud de Nigèria.
Els avantpassats dels oyiakiris eren descendents d'Opu-Beni, el principal avantpassat ijaw que es va assentar a la zona de Benin City, ciutat de la que és originària el clan oyiakiri. Segons les tradicions obotebes Orumo va viure primer a Aboh, des d'on va emigrar al centre del delta del Níger i va esdevenir el primer avantpassat dels oyiakiris.

## Història
El clan oyiakiri es va fundar al segle xv.
El nom de oyiakiri prové del fill d'Orumo, Oya. Els avantpassats dels oyiakiris van fundar les ciutats de Toru-Ibeni, Ayama-Beni, Adagbabiri, Odoni, Onya, Obukoro, Ogbo-Oru, Gbaranbiri, Ibutibe i Orubiri.